# Skänninge kompani
Skänninge kompani var ett kavalleri-kompani från 1600-talet fram till 1900-talet. Kompaniet tillhörde Andra livgrenadjärregementet.

## Historik
Kompaniet hörde 1636–1791 till Östgöta kavalleriregemente.
Kompaniet bestod av soldater från följande socknar:
Varvs socken, Styra socken Hagebyhöga socken Sankt Pers socken, Orlunda socken, Fivelstads socken, Allhelgona socken, Järstads socken, Högby socken, Västra Skrukeby socken, Åsbo socken, Malexanders socken, Ekeby socken, Rinna socken, Hogstads socken, Väderstad socken, Harstads socken, Hovs socken, Appuna socken och Bjälbo socken.
Kompaniet bestod före 1817 av 150 soldater, men kom efter 1817 att bestå av 125 soldater.

## Kaptener
- 1684-1699 Anders Wennerstedt
- 1719–1721 Bleckert Blomenskiöld
- 1721–1731 Johan von Kaulbars
- 1731–1739 Leonard Kagg
- 1740–1742 Henrik Gutzlott von Segebaden
- 1742–1745 Johan Jakob von Schultzenhielm
- 1745–1748 Nils Hummerhielm
- 1748–1750 Börje von Gardemein
- 1750–59 Otto Johan Lagerfelt
- –1766 Philip Bonde
- 1766–1770 Mathias Strålenhielm
- 1809 Otto Volffelt
- 1817–1818 Gustaf Wollfelt
- 1818–1833 W. von Warnstedt
- 1833–1852 Per Axel von Goës
- 1852–1855 E. von Krusenstierna
- 1855–1861 Carl Jacob Fornell
- 1861–1862 Gustaf Lorentz Löfgren
- 1862–1866 Ludvig Lagerkrantz
- 1866–1878 Johan Julius Holm
- 1878–1879 Eric Posse
- 1879– Urban von Feilitzen